# Josias II van Waldeck-Wildungen
Graaf Josias II van Waldeck-Wildungen (Wildungen, 31 juli 1636Jul. – Kandia, 8 augustus 1669Greg.), Duits: Josias II. Graf von Waldeck-Wildungen (officiële titels: Graf zu Waldeck und Pyrmont, Herr zu Tonna), was een graaf uit het Huis Waldeck. Hij was sinds 1660 graaf van Waldeck-Wildungen. Hij was echter vooral militair.

## Biografie
Josias werd geboren in Wildungen op 31 juli 1636Jul. als de tweede zoon van graaf Filips VII van Waldeck-Wildungen en gravin Anna Catharina van Sayn-Wittgenstein. Na het overlijden van zijn vader in 1645 volgde Christiaan Lodewijk, de oudste broer van Josias, hem op. Christiaan Lodewijk stond tot 1660 onder regentschap van zijn moeder. In dat jaar verkreeg Josias het Amt Wildungen als apanage, later ook de Ämter Wetterburg en Landau.
Josias was eerst in dienst van keurvorst Frederik Willem van Brandenburg, onder wie hij in 1655 kolonel der infanterie was en in 1656 als generaal-majoor in de Slag bij Warschau vocht. In 1660 was hij overste in Zweedse dienst. In 1663 nam hij als keizerlijk Generalfeldwachtmeister deel aan de Turkse Oorlog en werd bij Fünfkirchen gewond door een pijl.
In 1665 nam hij als generaal-majoor het bevel over de Brunswijk-Lüneburgse troepen – bestaande uit vier regimenten cavalerie, twee regimenten infanterie, enige artillerie en enkele gardecompagnieën – over van hertog George Willem van Brunswijk-Lüneburg. Vervolgens droeg George Willem in 1668 drie infanterieregimenten over aan de Republiek Venetië voor de oorlog op het eiland Kreta, waarvan de hoofdstad Kandia zwaar belegerd werd door de Turken. Josias kreeg het opperbevel over deze 3300 mannen en marcheerde laat in de herfst van dat jaar naar Venetië. Op 28 maart 1669 scheepte hij zich in en op 12 mei landde hij op het eiland. Tijdens de verdediging tegen de aanvallen van de belegeraars, kreeg hij, na al eerder aan de arm gewond te zijn geweest, op 16 juli een nieuwe gevaarlijke wond door een granaatsplinter in het been. De heersende grote hitte en de gemoedstoestand, die voortkwam uit ruzies met de opperbevelhebber, kapitein-generaal Morosini, verergerden zijn toestand en op 8 augustusGreg. rond middernacht overleed hij. Zijn lichaam werd eerst begraven in de Sint-Catharinakerk in Kandia en vervolgens overgebracht naar Wildungen. In de Evangelische Stadskerk in Bad Wildungen bevindt zich het in 1674 door Heinrich Papen gemaakte grafmonument voor Josias.
Omdat zijn zoons al waren overleden kwamen de Ämter Wildungen, Wetterburg en Landau na het overlijden van Josias weer in het bezit van zijn broer Christiaan Lodewijk.

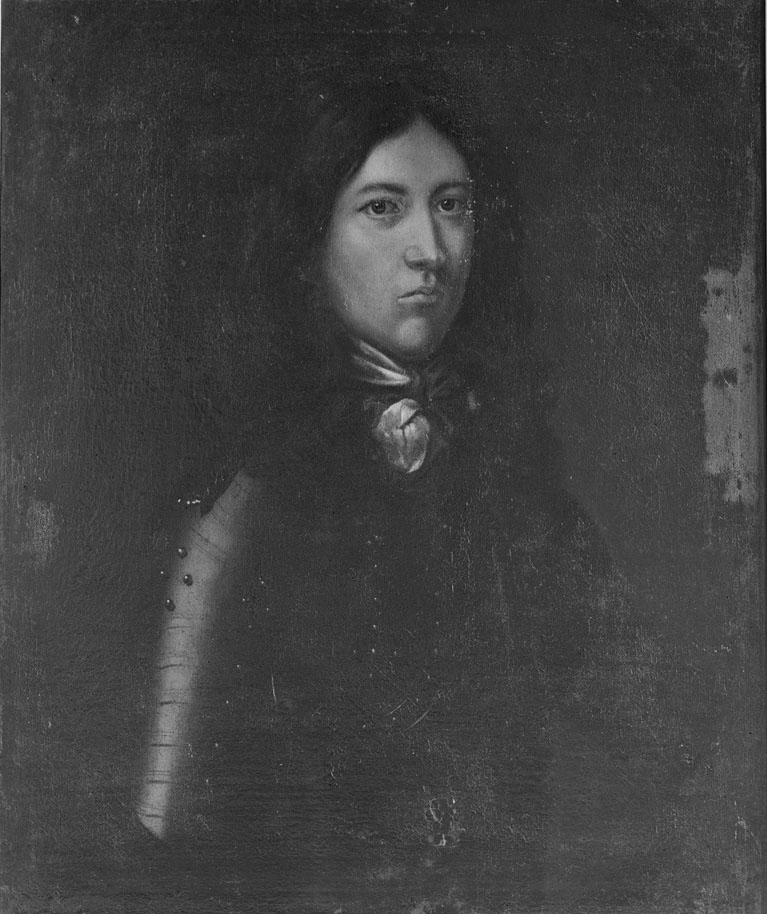
Graaf Josias II van Waldeck-Wildungen. Anoniem portret, ca. 1655–1660, Schloss Bergheim.
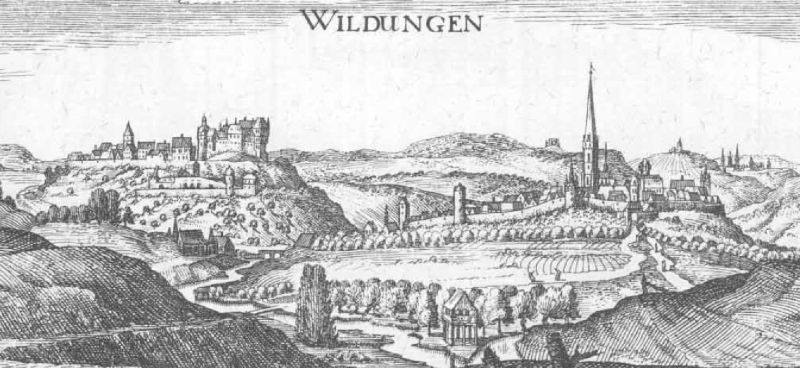
Wildungen in 1655. Gravure van Matthäus Merian.
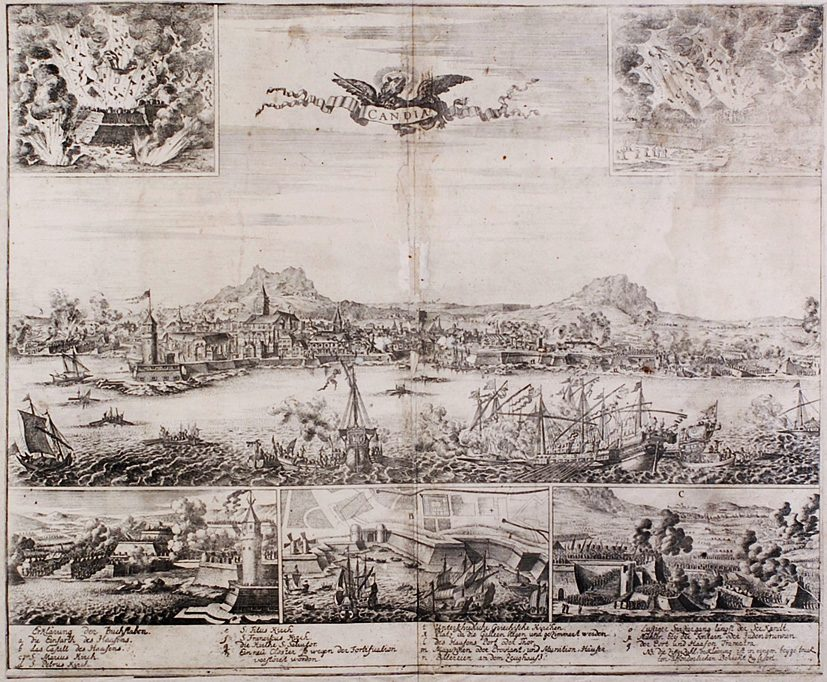
Het Beleg van Kandia.
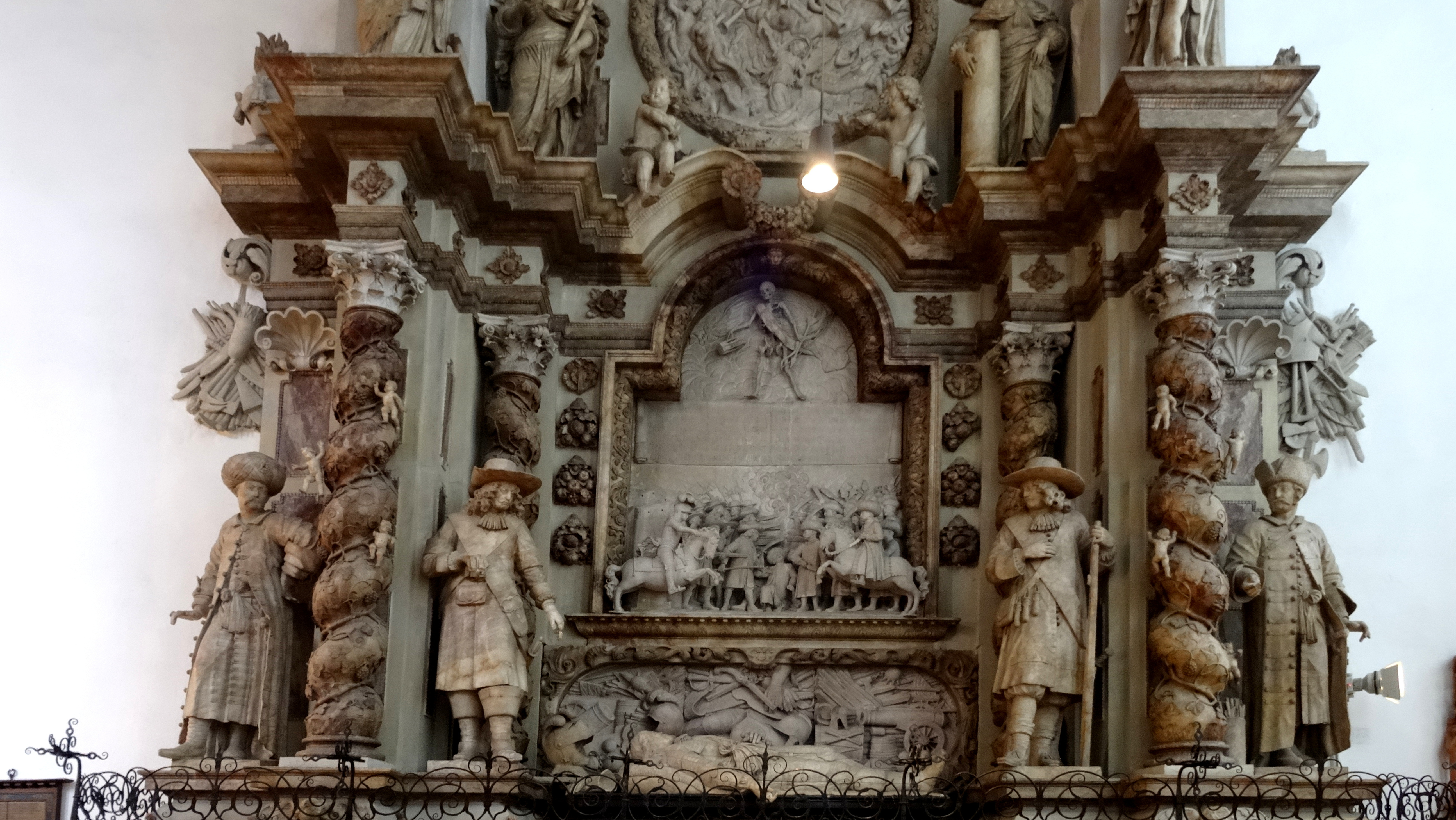
Het grafmonument voor graaf Josias II van Waldeck-Wildungen in de Evangelische Stadskerk in Bad Wildungen.

## Huwelijk en kinderen
Josias huwde op Slot Arolsen op 26 januari 1660 met gravin Wilhelmina Christina van Nassau-Siegen (1629 – Hildburghausen, 22 januari 1700), de jongste dochter van graaf Willem van Nassau-Siegen en gravin Christiane van Erbach.

Josias en Wilhelmina Christina waren nauw verwant. Elisabeth van Nassau-Siegen, de grootmoeder van Josias, was de oudste zuster van de vader van Wilhelmina Christina. Ook via moederszijde was Josias verwant aan Wilhelmina Christina. Zijn overgrootmoeder, eveneens Elisabeth van Nassau-Siegen genaamd, was een jongere zuster van graaf Johan VI ‘de Oude’ van Nassau-Siegen, de overgrootvader van Wilhelmina Christina. Agnes van Wied-Runkel, de betovergrootmoeder van Josias, was een dochter van weer een andere Elisabeth van Nassau-Siegen, een jongere zuster van graaf Willem I ‘de Rijke’ van Nassau-Siegen, die ook de betovergrootvader van Wilhelmina Christina was. Tot slot stamden zowel Josias als Wilhelmina Christina af van graaf Wolraad I van Waldeck-Waldeck, Wilhelmina Christina via haar grootmoeder Magdalena van Waldeck-Wildungen.
Uit het huwelijk van Josias en Wilhelmina Christina werden de volgende kinderen geboren:
1. Eleonora Louise (Slot Arolsen, 9 juli 1661 – aldaar, 25 augustus 1661).
2. Willem Filips (Slot Arolsen, 27 september 1662 – aldaar, 29 december 1662).
3. Charlotte Dorothea (Slot Arolsen, 9 oktober 1663 – aldaar, 10 december 1664).
4. Charlotte Johanna (Slot Arolsen, 13 december 1664 – Hildburghausen, 1 februari 1699), huwde op 2 december 1690 in Maastricht met hertog Johan Ernst van Saksen-Saalfeld (Gotha, 22 augustus 1658 – Saalfeld, 17 december 1729).
5. Sophia Wilhelmina (Slot Arolsen, 24 september 1666 – 13 februari 1668).
6. Maximiliaan Frederik (Slot Arolsen, 25 april 1668 – aldaar, september 1668).
7. Willem Gustaaf (Slot Arolsen, 25 april 1668 – aldaar, 21 mei 1669).

## Voorouders
| Voorouders van graaf Josias II van Waldeck-Wildungen | Voorouders van graaf Josias II van Waldeck-Wildungen                                                             | Voorouders van graaf Josias II van Waldeck-Wildungen                                                 | Voorouders van graaf Josias II van Waldeck-Wildungen                                                      | Voorouders van graaf Josias II van Waldeck-Wildungen                                                      | Voorouders van graaf Josias II van Waldeck-Wildungen                                                 | Voorouders van graaf Josias II van Waldeck-Wildungen                                                 | Voorouders van graaf Josias II van Waldeck-Wildungen                                                 | Voorouders van graaf Josias II van Waldeck-Wildungen                                                  |
| ---------------------------------------------------- | --- | --- | --- | --- | --- | --- | --- | --- |
| Betovergrootouders                                   | Wolraad II ‘de Geleerde’ van Waldeck-Eisenberg (1509–1578) ⚭ 1546 Anastasia Günthera van Schwarzburg (1526–1570) | Albrecht X van Barby en Mühlingen (1534–1588) ⚭ 1559 Maria van Anhalt-Zerbst (1538–1563)             | Johan VI ‘de Oude’ van Nassau-Siegen (1536–1606) ⚭ 1559 Elisabeth van Leuchtenberg (1537–1579)            | Filips IV van Waldeck-Wildungen (1493–1574) ⚭ 1554 Jutta van Isenburg-Grenzau (?–1564)                    | Willem I van Sayn-Wittgenstein (1488–1570) ⚭ 1522 Johannetta van Isenburg-Grenzau (1500–1563)        | Frederik Magnus van Solms-Laubach (1521–1561) ⚭ 1545 Agnes van Wied-Runkel (1521–1588)               | Filips van Solms-Braunfels (1494–1581) ⚭ 1534 Anna van Tecklenburg (1500–1554)                       | Willem I ‘de Rijke’ van Nassau-Siegen (1487–1559) ⚭ 1531 Juliana van Stolberg-Wernigerode (1506–1580) |
| Overgrootouders                                      | Josias I van Waldeck-Eisenberg (1554–1588) ⚭ 1582 Maria van Barby en Mühlingen (1563–1619)                       | Josias I van Waldeck-Eisenberg (1554–1588) ⚭ 1582 Maria van Barby en Mühlingen (1563–1619)           | Johan VII ‘de Middelste’ van Nassau-Siegen (1561–1623) ⚭ 1581 Magdalena van Waldeck-Wildungen (1558–1599) | Johan VII ‘de Middelste’ van Nassau-Siegen (1561–1623) ⚭ 1581 Magdalena van Waldeck-Wildungen (1558–1599) | Lodewijk I van Sayn-Wittgenstein (1532–1605) ⚭ 1567 Elisabeth van Solms-Laubach (1549–1599)          | Lodewijk I van Sayn-Wittgenstein (1532–1605) ⚭ 1567 Elisabeth van Solms-Laubach (1549–1599)          | Koenraad van Solms-Braunfels (1540–1592) ⚭ 1559 Elisabeth van Nassau-Siegen (1542–1603)              | Koenraad van Solms-Braunfels (1540–1592) ⚭ 1559 Elisabeth van Nassau-Siegen (1542–1603)               |
| Grootouders                                          | Christiaan van Waldeck-Wildungen (1585–1637) ⚭ 1604 Elisabeth van Nassau-Siegen (1584–1661)                      | Christiaan van Waldeck-Wildungen (1585–1637) ⚭ 1604 Elisabeth van Nassau-Siegen (1584–1661)          | Christiaan van Waldeck-Wildungen (1585–1637) ⚭ 1604 Elisabeth van Nassau-Siegen (1584–1661)               | Christiaan van Waldeck-Wildungen (1585–1637) ⚭ 1604 Elisabeth van Nassau-Siegen (1584–1661)               | Lodewijk II van Sayn-Wittgenstein (1571–1634) ⚭ 1598 Elisabeth van Solms-Braunfels (1578–1634)       | Lodewijk II van Sayn-Wittgenstein (1571–1634) ⚭ 1598 Elisabeth van Solms-Braunfels (1578–1634)       | Lodewijk II van Sayn-Wittgenstein (1571–1634) ⚭ 1598 Elisabeth van Solms-Braunfels (1578–1634)       | Lodewijk II van Sayn-Wittgenstein (1571–1634) ⚭ 1598 Elisabeth van Solms-Braunfels (1578–1634)        |
| Ouders                                               | Filips VII van Waldeck-Wildungen (1613–1645) ⚭ 1634 Anna Catharina van Sayn-Wittgenstein (1610–1690)             | Filips VII van Waldeck-Wildungen (1613–1645) ⚭ 1634 Anna Catharina van Sayn-Wittgenstein (1610–1690) | Filips VII van Waldeck-Wildungen (1613–1645) ⚭ 1634 Anna Catharina van Sayn-Wittgenstein (1610–1690)      | Filips VII van Waldeck-Wildungen (1613–1645) ⚭ 1634 Anna Catharina van Sayn-Wittgenstein (1610–1690)      | Filips VII van Waldeck-Wildungen (1613–1645) ⚭ 1634 Anna Catharina van Sayn-Wittgenstein (1610–1690) | Filips VII van Waldeck-Wildungen (1613–1645) ⚭ 1634 Anna Catharina van Sayn-Wittgenstein (1610–1690) | Filips VII van Waldeck-Wildungen (1613–1645) ⚭ 1634 Anna Catharina van Sayn-Wittgenstein (1610–1690) | Filips VII van Waldeck-Wildungen (1613–1645) ⚭ 1634 Anna Catharina van Sayn-Wittgenstein (1610–1690)  |